# Nati nel 300
| Questa pagina contiene informazioni ricavate automaticamente dalle voci biografiche con l'ausilio del template Bio e di un bot. L'aggiornamento è periodico e automatico e ricostruisce completamente la pagina. Se manca una persona in questa lista, sei pregato di non aggiungerla, ma accertati piuttosto che la sua voce biografica contenga il template Bio e che i dati anagrafici siano correttamente compilati. Se il template Bio manca, inseriscilo tu stesso o, in alternativa, metti l'avviso {{tmp\|Bio}} che ne segnala la mancanza. Se i dati riportati sono sbagliati, correggi direttamente la voce biografica; le modifiche saranno visibili in questa lista entro pochi giorni. Per chiarimenti vedi il progetto biografie. La lista contiene solo le 8 persone che sono citate nell'enciclopedia e per le quali è stato implementato correttamente il template Bio. Pagina aggiornata al 10 feb 2025. |

- Emilia Ilaria, medico romana († 363)
- Eusebio di Emesa, vescovo († 359)
- San Lubenzio, presbitero e missionario tedesco († 370)
- Macario il Grande, abate egiziano († 390)
- Macario di Alessandria, monaco cristiano egiziano († 395)
- Paolino di Treviri, vescovo († 358)
- Rav Papa, rabbino babilonese († 375)
- Zeno di Verona, vescovo e santo romano († 371)